# Gare de Tronsanges
Gare de Tronsanges – przystanek kolejowy w Tronsanges, w departamencie Nièvre, w regionie Burgundia-Franche-Comté, we Francji.
Jest stacją Société nationale des chemins de fer français (SNCF), obsługiwaną przez pociągi TER Bourgogne.

## Położenie
Znajduje się na wysokości 189 m n.p.m., na km 234,979 linii Moret – Lyon, pomiędzy stacjami La Marche i Pougues-les-Eaux.

## Usługi
Jest obsługiwana przez pociągi TER Bourgogne na trasie Cosne - Nevers.